# The Survivors Live
| Оценки критиков  | Оценки критиков |
| Источник         | Оценка          |
| ---------------- | --------------- |
| AllMusic         | [ 1 ]           |
| Robert Christgau | B−              |
| Rolling Stone    | [ 3 ]           |

The Survivors — совместный концертный альбом американских музыкантов в стиле кантри/рокабилли Джонни Кэша, Карла Перкинса и Джерри Ли Льюиса. Он был выпущен в апреле 1982 года лейблом Columbia Records. Продюсером альбома выступил Родни Кроуэлл.

## История
В 1981 году все трое выпускников Sun Records гастролировали по Европе. В выходной день Льюис и Перкинс посетили концерт Джонни Кэша в Штутгарте, Западная Германия. Вызванные на сцену во второй половине программы, трое спели вместе старые госпел-фавориты, причём каждый из них по очереди исполнил один или два своих больших хита.
Ранее Перкинс, Кэш и Льюис уже сотрудничали друг с другом и с Элвисом Пресли (который умер в 1977 году) во время сессии Million Dollar Quartet, а позже, в 1985 году, вместе с Роем Орбисоном выпустили альбом Class of ’55. Для последней песни альбома, «I Saw the Light», к Кэшу, Перкинсу и Льюису присоединились сын Кэша Джон Картер и его дочь Синди Кэш.

## Отзывы
Альбом получил положительные отзывы музыкальной критики и интернет-изданий. Куб Кода из AllMusic отметил, что «Все это очень свободно и весело, и эти умудрённые опытом ветераны вместе исполняют все, от „That Silver Haired Daddy of Mine“ до заключительной „I Saw the Light“, с остановками на „Blue Suede Shoes“, „Whole Lotta Shakin' Going On“ и „Get Rhythm“ в промежутках. Весёлая и зажигательная встреча».

## Список композиций
| №  | Название                           | Автор(ы)                      | Длительность |
| -- | ---------------------------------- | ----------------------------- | ------------ |
| 1. | «Get Rhythm»                       | Johnny Cash                   | 3:07         |
| 2. | «I Forgot to Remember to Forget»   | Charlie Feathers, Stan Kesler | 2:44         |
| 3. | «Goin' Down the Road Feelin' Bad»  | Traditional                   | 2:59         |
| 4. | «That Silver-Haired Daddy of Mine» | Gene Autry, Jimmy Long        | 3:10         |
| 5. | «Matchbox»                         | Carl Perkins                  | 3:18         |
| 6. | «I'll Fly Away»                    | Albert E. Brumley             | 4:02         |

| №  | Название                       | Автор(ы)                           | Длительность |
| -- | ------------------------------ | ---------------------------------- | ------------ |
| 1. | «Whole Lotta Shakin' Goin' On» | Dave «Curly» Williams, Sunny David | 4:04         |
| 2. | «Rockin' My Life Away»         | Mack Vickery                       | 2:54         |
| 3. | «Blue Suede Shoes»             | Carl Perkins                       | 3:07         |
| 4. | «Peace in the Valley»          | Thomas A. Dorsey                   | 4:51         |
| 5. | «Will the Circle Be Unbroken»  | A.P. Carter                        | 4:36         |
| 6. | «I Saw the Light»              | Hank Williams                      | 3:25         |